# Liste der portugiesischen Botschafter in Vanuatu
Die Liste der portugiesischen Botschafter in Vanuatu listet die Botschafter der Republik Portugal in Vanuatu auf. Die beiden Staaten unterhalten seit 1983 direkte diplomatische Beziehungen.
Portugal richtete danach keine eigene Botschaft auf Vanuatu ein, der portugiesische Botschafter in Australien ist auch für Vanuatu zuständig und doppelakkreditiert sich dazu in der vanuatuischen Hauptstadt Port Vila (Stand 2019). Der erste portugiesische Botschafter akkreditierte sich dort 1990.

## Missionschefs
| Name                               | Bild    | Amtszeit                           | Anmerkungen                                                                     |
| Vanuatu                            | Vanuatu | Vanuatu                            | Vanuatu                                                                         |
| ---------------------------------- | ------- | ---------------------------------- | ------------------------------------------------------------------------------- |
| José Pacheco Luiz Gomes            |         | 1990 –21. Februar 1993             | Botschafter mit Amtssitz Canberra, am 25. Mai 1990 in Port Vila akkreditiert    |
| Rui Manuel Pereira Goulart D’Ávila |         | 28. Februar 1993 –21. Februar 1996 | Botschafter mit Amtssitz Canberra, am 17. August 1993 in Port Vila akkreditiert |
| Zózimo Justo da Silva              |         | 1. Juli 1996 –31. Januar 2001      | Botschafter mit Amtssitz Canberra, am 28. März 2000 in Port Vila akkreditiert   |
| José Ernest Henzler Vieira Branco  |         | 12. Februar 2001 –26. Januar 2005  | Botschafter mit Amtssitz Canberra                                               |
| António Augusto Jorge Mendes       |         | 15. Januar 2005 –25. April 2010    | Botschafter mit Amtssitz Canberra                                               |
| Rui Quartin Santos                 |         | 2. Mai 2010 – 2. Dezember 2012     | Botschafter mit Amtssitz Canberra                                               |
| Paulo Jorge Sousa da Cunha Alves   |         | 14. Juni 2013 –7. August 2018      | Botschafter mit Amtssitz Canberra                                               |
| Pedro da Vinha Rodrigues da Silva  |         | seit 26. Oktober 2018              | Botschafter mit Amtssitz Canberra                                               |